# Dutch Open 1976
Il Dutch Open 1976 è stato un torneo di tennis giocato sulla terra rossa. È stata la 18ª edizione del torneo, che fa parte del Commercial Union Assurance Grand Prix 1976. Il torneo si è giocato a Hilversum nei Paesi Bassi dal 13 al 19 luglio 1976.

## Campioni

### Singolare maschile
Balázs Taróczy ha battuto in finale  Ricado Cano con il punteggio di 6–7, 2–6, 6–1, 6–3, 6–4

### Doppio maschile
Ricardo Cano /  Belus Prajoux hanno battuto in finale  Wojciech Fibak /  Balázs Taróczy con il punteggio di 6–4, 6–3